# Tosse (Francia)
Tosse è un comune francese di 2 331 abitanti situato nel dipartimento delle Landes nella regione della Nuova Aquitania.
Era l'antico capoluogo della regione naturale e viscontea della Maremne.

## Società

### Evoluzione demografica
Abitanti censiti